# Хантерс-Крик (Флорида)
Хантерс-Крик (англ. Hunters Creek) — статистически обособленная местность, расположенная в округе Ориндж (штат Флорида, США) с населением в 12 636 человек по статистическим данным переписи 2009 года.

## География
По данным Бюро переписи населения США статистически обособленная местность Хантерс-Крик имеет общую площадь в 11,14 квадратных километров, водных ресурсов в черте населённого пункта не имеется.
Статистически обособленная местность Хантерс-Крик расположена на высоте 27 м над уровнем моря.

## Демография
По данным переписи населения 2009 года в Хантерс-Крик проживало 12 636 человек, 2498 семей, насчитывалось 3460 домашних хозяйств и 3870 жилых домов. Средняя плотность населения составляла около 1134,29 человек на один квадратный километр. Расовый состав населённого пункта распределился следующим образом: 81,84 % белых, 5,18 % — чёрных или афроамериканцев, 0,14 % — коренных американцев, 7,16 % — азиатов, 0,02 % — выходцев с тихоокеанских островов, 2,64 % — представителей смешанных рас, 3,02 % — других народностей. Испаноговорящие составили 13,83 % от всех жителей статистически обособленной местности.
Из 3460 домашних хозяйств в 37,7 % воспитывали детей в возрасте до 18 лет, 62,3 % представляли собой совместно проживающие супружеские пары, в 6,7 % семей женщины проживали без мужей, 27,8 % не имели семей. 19,2 % от общего числа семей на момент переписи жили самостоятельно, при этом 2,2 % составили одинокие пожилые люди в возрасте 65 лет и старше. Средний размер домашнего хозяйства составил 2,68 человек, а средний размер семьи — 3,12 человек.
Население статистически обособленной местности по возрастному диапазону по данным переписи 2000 года распределилось следующим образом: 26,2 % — жители младше 18 лет, 7,0 % — между 18 и 24 годами, 37,3 % — от 25 до 44 лет, 23,4 % — от 45 до 64 лет и 6,2 % — в возрасте 65 лет и старше. Средний возраст жителей составил 35 лет. На каждые 100 женщин в Хантерс-Крик приходилось 97,7 мужчин, при этом на каждые сто женщин 18 лет и старше приходилось 95,3 мужчин также старше 18 лет.
Средний доход на одно домашнее хозяйство статистически обособленной местности составил 67 775 долларов США, а средний доход на одну семью — 76 323 доллара. При этом мужчины имели средний доход в 51 625 долларов США в год против 35 625 долларов среднегодового дохода у женщин. Доход на душу населения статистически обособленной местности составил 67 775 долларов в год. 3,2 % от всего числа семей в населённом пункте и 4,2 % от всей численности населения находилось на момент переписи населения за чертой бедности, при этом 3,8 % из них были моложе 18 лет и 3,3 % — в возрасте 65 лет и старше.